# バングラデシュの副大統領
バングラデシュの副大統領（バングラデシュのふくだいとうりょう）は、かつてバングラデシュが大統領制だった時代に存在した大統領に次ぐ第2位の役職である。大統領職の継承順位は第1位で、大統領の辞任、罷免、死去の際に職務を引き継ぐことになっていた。
バングラデシュの歴史上、数人の政治家が副大統領に就いた。最初に就いたのはサイド・ナズルル・イスラムであり、最後に就いたのはシャハブッディン・アーメドである。アブドゥス・サタールが1981年に大統領に昇格した唯一の副大統領である。
1971年にバングラデシュ臨時政府により創設され、1977年に復活し、1982年バングラデシュ・クーデターで廃止され、1986年にまた復活した。バングラデシュ憲法第12修正条項により再び廃止された。

## 歴代の副大統領一覧
| 氏名                                   | 画像 | 在任期間                       | 政党                     | 大統領                           | 備考                                                                           |
| -------------------------------------- | ---- | ------------------------------ | ------------------------ | -------------------------------- | ------------------------------------------------------------------------------ |
| サイド・ナズルル・イスラム (1925–1975) |      | 1971年4月17日 - 1972年1月12日  | アワミ連盟               | ムジブル・ラフマン               | 独立戦争時の大統領代行                                                         |
| アブドゥス・サタール (1906–1985)       |      | 1977年6月 - 1981年5月          | バングラデシュ民族主義党 | ジアウル・ラフマン               | 1981年に大統領に昇格                                                           |
| ミルザ・ヌルル・フダ (1919–1991)       |      | 1981年11月24日 - 1982年3月23日 | 無所属                   | アブドゥス・サタール             | バングラデシュ民族主義党との紛争後に辞任                                       |
| ムハマド・ムハマドゥラー (1921–1999)   |      | 1982年                         | バングラデシュ民族主義党 | アブドゥス・サタール             | 1982年バングラデシュ・クーデターにより在任24時間で辞任                         |
| A・K・M・ヌルル・イスラム (1919–2015)  |      | 1986年11月30日 - 1989年        | 国民党                   | フセイン・モハンマド・エルシャド | 元最高裁判事、元法相                                                           |
| ムドゥード・アフメド (1940–2021)       |      | 1989年9月 - 1990年12月         | 国民党                   | フセイン・モハンマド・エルシャド | 元首相、元副首相                                                               |
| シャハブッディン・アーメド (1930–)     |      | 1990年12月6日 - 1991年10月10日 | 無所属                   | フセイン・モハンマド・エルシャド | 元最高裁長官。エルシャド辞任後の大統領代行。暫定政府を経て議員内閣制に変わった |